# Kom (Komska župa)
Kom, stari utvrđeni grad na teško prohodnom vrhu planinskog grebena iznad sela Kašića. Bio je sjedište srednjovjekovne humske Komske župe. Župa je nazvana po Komu. Prvi pisani spomen je iz 12. stoljeća. Sve do osmanskih razaranja bilo je to razvijeni, prometno, gospodarski, vojno i kulturno važno područje. Za nj su se otimali bosanski kraljevi, dubrovački velikani i trgovci. Kom je bio važno sjedište humske velikaške obitelji Sankovića. Od Koma su danas ostale tek ruševine. Pavao Anđelić je našao dokaz dubrovačke nazočnosti i trgovanja u ovom kraju, kad je 1960-ih istražujući grad Kom pronašao dubrovački groš. Carinarnica je djelovala u Komu, o čemu svjedoči dokument iz 1381. koji spominje ubiranje carine u ovom kraju.

## Vanjske poveznice
- YouTube Kom 819 m.n.v